# NGC 3477
NGC 3477 é uma galáxia espiral (S0-a) localizada na direcção da constelação de Leo. Possui uma declinação de +09° 13' 04" e uma ascensão recta de 10 horas, 58 minutos e 12,5 segundos.
A galáxia NGC 3477 foi descoberta em 25 de Março de 1865 por Albert Marth.